# Barnaby Rudge
Barnaby Rudge, subtitulada A Tale of the Riots of Eighty [Relato de los disturbios del año 80],  es una novela histórica del escritor inglés Charles Dickens. Barnaby Rudge fue una de las dos únicas novelas (la otra fue La tienda de antigüedades) que publicó su autor en el semanario de su propiedad llamado Master Humphrey's Clock, que solo apareció en el período 1840-41. La novela se publicó por entregas entre el 13 de febrero y el 27 de noviembre de 1841. Está ambientada en los llamados Gordon Riots, disturbios anticatólicos en la Inglaterra del año 1780.

## Valoraciones
Barnaby Rudge fue la quinta de las novelas de Dickens en publicarse. Se había previsto inicialmente que apareciese en primer lugar, pero los cambios de editor llevaron a muchos retrasos, y apareció por primera vez en forma de serial en el citado semanario, el Clock, de febrero a noviembre de 1841.
Fue el primer intento por parte de su autor de practicar la novela histórica; únicamente publicó otra novela de ese tipo: Historia de dos ciudades, también ambientada en tiempos de revolución. Es una de sus novelas menos apreciadas y rara vez ha sido adaptada para el cine o la televisión. Su última adaptación fue para una serie televisiva de la BBC, en los años 60. Muchos años antes se había filmado una película muda, estrenada en 1915.
El final de la trama, de extrema complejidad —con antiguos asesinatos por desvelar y embrollos familiares, mezclados con revueltas sociales—, debido a leves indicios, fue anunciado públicamente por el escritor estadounidense Edgar Allan Poe, que había seguido las primeras entregas en su país. Esto llamó sobremanera la atención de Dickens, y ambos escritores acabaron escribiéndose amistosamente. En 1842 llegaron a conocerse personalmente en la ciudad de Filadelfia.
El cuervo parlanchín que aparece en la novela, llamado Grip, inspiró a Poe para su poema más exitoso, "El cuervo". Poe había escrito una reseña sobre Barnaby Rudge para la Graham's Magazine afirmando, entre otras cosas, que el cuervo debería haber tenido un contenido más simbólico y profético dentro de la trama. Al final del quinto capítulo, Grip hace un ruidito y alguien pregunta: «¿Qué fue eso; él tocando a la puerta?» La respuesta es: «Ha sido alguien golpeando suavemente la persiana».
En dicha reseña, Poe escribió sobre Barnaby Rudge y sobre su autor:

El inglés de Mr. Dickens es habitualmente puro. Su error más notable consiste en emplear el adverbio "directly" en el sentido de "as soon as" ["directamente" por "tan pronto como"]. Por ejemplo: «Directly he arrived, Rudge said», etc. [...] Llama la atención que un estilista tan original como nuestro autor incurra ocasionalmente en una gruesa imitación de lo que ya lo es en sí. [...] No creemos que la obra que reseñamos sea comparable a la que la precedió: pero frente a muy pocas cabe considerarla inferior. [...] Nos parece que si esta obra de ficción, como cualquiera de las obras análogas de Mr. Dickens, se funda en la excitación y el mantenimiento de la curiosidad, ello constituye por parte del escritor una mala interpretación de sus grandísimas aunque peculiares posibilidades. Por supuesto que ha cumplido bien su tarea -haría bien cualquier cosa, por comparación con la multitud vulgar de sus contemporáneos-, pero no lo ha hecho tan acabadamente como su elevada y justa reputación demandaría. [...] Las características de su estilo debían inducirlo, naturalmente, al estilo narrativo más fluyente y sencillo. En cuentos de desarrollo ordinario puede reinar y reinará mucho tiempo sin rival.

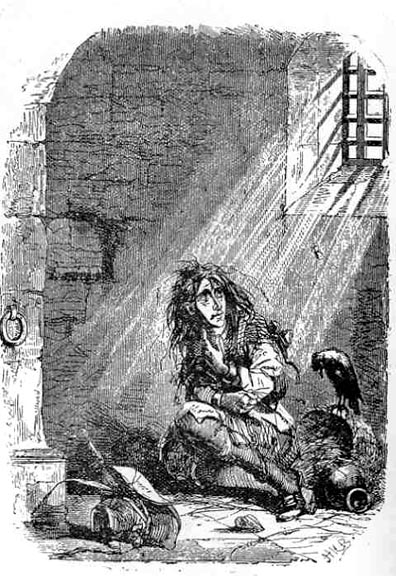
Barnaby en la prisión de Newgate, por Phiz.

El crítico y biógrafo británico Peter Ackroyd escribió en 2005, con motivo de una importante reedición de la obra: «La novela no resultó tan gran éxito como su predecesora inmediata, La tienda de antigüedades, pero, en perspectiva, resiste bien la comparación. Se trata de una de las novelas menos apreciadas, pero más gratificantes, de Dickens. A través de su representación comprensiva del muchacho demente Barnaby, y de su evocación de un Londres turbulento, trasciende las fronteras habituales de la novela histórica y se convierte en una lograda escenificación de la debilidad humana y el poder comunitario».